# Águas Podres
Águas Podres es una localidad caboverdiana del municipio de Santa Catarina.

## Geografía
La localidad está situada en la isla de Santiago.

## Organización territorial
La localidad abarca los lugares y barrios de:
- Achada Fora
- Chão de Monte
- Cutelão
- Ribeirão Areia